# Etapa departamental del Cusco 2022
La Etapa Departamental del Cusco 2022 es un torneo de futbol que forma parte de la Copa Perú 2022 y contara con la presencia de 24 equipos que resultaron campeón y subcampeón de las etapas provinciales de 12 de las 13 provincias que conforman el departamento del Cusco (La provincia de Acomayo no tiene representantes).

## Formato
El torneo se jugara en 2 grupos (Grupo A y Grupo B) y cada uno de estos, contara con 3 subgrupos de 4 equipos cada uno.
El Grupo A estará conformado por los subgrupo 1, 2 y 3.
El Grupo B estará conformado por los subgrupo 4, 5 y 6.
Los 3 campeones de cada subgrupo mas el mejor segundo pasaran a la segunda fase y se irán eliminando en partidos de ida y vuelta hasta que salga el campeón de cada grupo.
Finalmente ambos ganadores definirán al campeón y subcampeón del departamento del Cusco que participara en la Etapa Nacional de la Copa Perú 2022 

## Equipos participantes
| Provincia     | Campeón                     | Grupo | Subcampeón                    | Grupo |
| ------------- | --------------------------- | ----- | ----------------------------- | ----- |
| Canchis       | Racing Club de Checacupe    | A-1   | Atlético Sicuani              | B-6   |
| Espinar       | Defensor Cubillas           | A-1   | Real Escorpión Safery         | B-6   |
| Chumbivilcas  | CD Municipal de Sto. Tomas  | B-6   | Defensor Agropecuario         | A-1   |
| Canas         | Once Estrellas de Hanocca   | B-6   | Cultural Wiñay Llaqta         | A-1   |
| Paruro        | CUD Yaurisque - CUDY        | A-2   | Leones de Molle Molle         | B-5   |
| Urubamba      | Def. Independiente O. - DIO | A-2   | ED Gómez Perú                 | B-5   |
| Anta          | Real J. M. Arguedas         | B-5   | Defensor Cachimayo            | A-2   |
| La Convención | Manco II                    | B-5   | Dep. Municipal de Quillabamba | A-2   |
| Paucartambo   | J. Huaynapata Alta          | A-3   | Alianza Magisterial           | B-4   |
| Quispicanchis | Municipal de Ccatcca        | A-3   | Virgen del Carmen             | B-4   |
| Calca         | Atlético Juventud Inclán    | B-4   | Defensor Yanatile             | A-3   |
| Cusco         | Deportivo Garcilaso         | B-4   | Pluma de Oro                  | A-3   |

## Primera etapa - Fase de grupos

### Grupo A - Subgrupo 1
| FECHA      | Hora  | Equipo 1                 |   | Equipo 2                 |   | Estadio                  | Obs    |
| ---------- | ----- | ------------------------ | - | ------------------------ | - | ------------------------ | ------ |
| 09/07/2022 | 13:00 | Cultural Wiñay Llaqta    | 1 | Racing Club de Checacupe | 2 | Municipal de Kunturkanki | [ 1 ]  |
| 10/07/2022 | 14:00 | Defensor Agropecuario    | 1 | Defensor Cubillas        | 0 | Patacsillo de Velille    | [ 2 ]  |
| 17/07/2022 | 14:00 | Defensor Cubillas        | 3 | Cultural Wiñay Llaqta    | 0 | Municipal de Espinar     | [ 3 ]  |
| 17/07/2022 | 15:00 | Racing Club de Checacupe | 3 | Defensor Agropecuario    | 0 | Tupac Amaru - Checacupe  | [ 4 ]  |
| 21/07/2022 | 15:00 | Racing Club de Checacupe | 0 | Defensor Cubillas        | 1 | Tupac Amaru - Checacupe  | [ 5 ]  |
| 20/07/2022 | 14:00 | Defensor Agropecuario    | 6 | Cultural Wiñay Llaqta    | 0 | Patacsillo de Velille    | [ 6 ]  |
| 24/07/2022 | 15:00 | Defensor Cubillas        | 3 | Defensor Agropecuario    | 0 | Municipal de Espinar     | [ 7 ]  |
| 24/07/2022 | 15:00 | Racing Club de Checacupe | 1 | Cultural Wiñay Llaqta    | 0 | Tupac Amaru - Checacupe  | [ 8 ]  |
| 28/07/2022 | 14:00 | Cultural Wiñay Llaqta    | 0 | Defensor Cubillas        | 3 | Municipal de Kunturkanki | [ 9 ]  |
| 28/07/2022 | 11:00 | Defensor Agropecuario    | 0 | Racing Club de Checacupe | 1 | Patacsillo de Velille    | [ 10 ] |
| 31/07/2022 | 15:00 | Defensor Cubillas        | 4 | Racing Club de Checacupe | 0 | Municipal de Espinar     | [ 11 ] |
| 30/07/2022 | 14:00 | Cultural Wiñay Llaqta    | 4 | Defensor Agropecuario    | 1 | Municipal de Kunturkanki | [ 12 ] |

#### Tabla de posiciones GRUPO A - Subgrupo 1
| Pos. | Equipo                   | Pts. | PJ | PG | PE | PP | GF | GC | Dif. |
| ---- | ------------------------ | ---- | -- | -- | -- | -- | -- | -- | ---- |
| 1.º  | Defensor Cubillas        | 15   | 6  | 5  | 0  | 1  | 14 | 1  | 13   |
| 2.º  | Racing Club de Checacupe | 12   | 6  | 4  | 0  | 2  | 7  | 6  | 1    |
| 3.º  | Defensor Agropecuario    | 6    | 6  | 2  | 0  | 4  | 8  | 11 | −3   |
| 4.º  | Cultural Wiñay Llaqta    | 3    | 6  | 1  | 0  | 5  | 5  | 16 | −11  |

|  | Clasifica a cuartos de final. |

### Grupo A - Subgrupo 2
| FECHA      | HORA  | Equipo 1                    |    | Equipo 2                    |   | Estadio                     | Obs    |
| ---------- | ----- | --------------------------- | -- | --------------------------- | - | --------------------------- | ------ |
| 10/07/2022 | 15:00 | Defensor Cachimayo          | 1  | Dep. Municipal de Quillab.  | 0 | Cirkaccasa de Ancahuasi     | [ 13 ] |
| 10/07/2022 | 15:00 | Def. Independiente O. - DIO | 4  | CUD Yaurisque - CUDY        | 0 | Hortencia Lorena            | [ 14 ] |
| 17/07/2022 | 13:00 | Dep. Municipal de Quillab.  | 2  | Def. Independiente O. - DIO | 2 | Provincial de La Convención | [ 15 ] |
| 17/07/2022 | 14:00 | CUD Yaurisque - CUDY        | 0  | Defensor Cachimayo          | 2 | Municipal de Yaurisque      | [ 16 ] |
| 21/07/2022 | 14:00 | CUD Yaurisque - CUDY        | 2  | Dep. Municipal de Quillab.  | 2 | Municipal de Yaurisque      | [ 17 ] |
| 20/07/2022 | 15:00 | Def. Independiente O. - DIO | 1  | Defensor Cachimayo          | 1 | Hortencia Lorena            | [ 18 ] |
| 24/07/2022 | 13:00 | Dep. Municipal de Quillab.  | 3  | Defensor Cachimayo          | 0 | Provincial de La Convención | [ 19 ] |
| 24/07/2022 | 14:00 | CUD Yaurisque - CUDY        | 0  | Def. Independiente O. - DIO | 3 | Municipal de Yaurisque      | [ 20 ] |
| 27/07/2022 | 15:00 | Def. Independiente O. - DIO | 0  | Dep. Municipal de Quillab.  | 0 | Hortencia Lorena            | [ 21 ] |
| 28/07/2022 | 14:00 | Defensor Cachimayo          | 5  | CUD Yaurisque - CUDY        | 0 | Alberto Diaz de Izcuchaca   |        |
| 31/07/2022 | 13:00 | Dep. Municipal de Quillab.  | 10 | CUD Yaurisque - CUDY        | 1 | Provincial de La Convención | [ 22 ] |
| 31/07/2022 | 14:00 | Defensor Cachimayo          | 1  | Def. Independiente O. - DIO | 2 | Municipal de Pucyura        | [ 23 ] |

#### Tabla de posiciones GRUPO A - Subgrupo 2
| Pos. | Equipo                        | Pts. | PJ | PG | PE | PP | GF | GC | Dif. |
| ---- | ----------------------------- | ---- | -- | -- | -- | -- | -- | -- | ---- |
| 1.º  | Defensor Independiente        | 12   | 6  | 3  | 3  | 0  | 12 | 4  | 8    |
| 2.º  | Defensor Cachimayo            | 10   | 6  | 3  | 1  | 2  | 10 | 6  | 4    |
| 3.º  | Dep. Municipal de Quillabamba | 9    | 6  | 2  | 3  | 1  | 17 | 6  | 11   |
| 4.º  | CUD Yaurisque - CUDY          | 1    | 6  | 0  | 1  | 5  | 3  | 26 | −23  |

|  | Clasifica a cuartos de final. |

### Grupo A - Subgrupo 3
| FECHA      | HORA  | Equipo 1             |   | Equipo 2             |   | Estadio                  | Obs    |
| ---------- | ----- | -------------------- | - | -------------------- | - | ------------------------ | ------ |
| 10/07/2022 | 14:00 | J. Huaynapata Alta   | 3 | Municipal de Ccatcca | 2 | Municipal de Paucartambo |        |
| 10/07/2022 | 15:00 | Defensor Yanatile    | 2 | Pluma de Oro         | 0 | Municipal de Yanatile    |        |
| 16/07/2022 | 14:00 | Pluma de Oro         | 1 | Municipal de Ccatcca | 0 | Est. Cajonahuaylla       |        |
| 17/07/2022 | 15:00 | Defensor Yanatile    | 4 | J. Huaynapata Alta   | 1 | Municipal de Yanatile    |        |
| 20/07/2022 | 14:00 | J. Huaynapata Alta   | 0 | Pluma de Oro         | 2 | Municipal de Paucartambo | [ 24 ] |
| 20/07/2022 | 14:00 | Municipal de Ccatcca | 1 | Defensor Yanatile    | 1 | Municipal de Ocongate    | [ 25 ] |
| 23/07/2022 | 11:30 | Pluma de Oro         | 2 | Defensor Yanatile    | 0 | Est. Cajonahuaylla       | [ 26 ] |
| 24/07/2022 | 14:00 | Municipal de Ccatcca | 7 | J. Huaynapata Alta   | 1 | Municipal de Ocongate    | [ 27 ] |
| 27/07/2022 | 15:00 | Municipal de Ccatcca | 2 | Pluma de Oro         | 0 | Municipal de Ocongate    | [ 28 ] |
| 27/07/2022 | 15:00 | J. Huaynapata Alta   | 0 | Defensor Yanatile    | 3 | Municipal de Paucartambo | [ 29 ] |
| 30/07/2022 | 13:00 | Pluma de Oro         | 5 | J. Huaynapata Alta   | 0 | Est. Cajonahuaylla       |        |
| 31/07/2022 | 15:00 | Defensor Yanatile    | 1 | Municipal de Ccatcca | 1 | Municipal de Yanatile    |        |

#### Tabla de posiciones GRUPO A - Subgrupo 3
| Pos. | Equipo               | Pts. | PJ | PG | PE | PP | GF | GC | Dif. |
| ---- | -------------------- | ---- | -- | -- | -- | -- | -- | -- | ---- |
| 1.º  | Pluma de Oro         | 12   | 6  | 4  | 0  | 2  | 10 | 4  | 6    |
| 2.º  | Defensor Yanatile    | 11   | 6  | 3  | 2  | 1  | 11 | 5  | 6    |
| 3.º  | Municipal de Ccatcca | 8    | 6  | 2  | 2  | 2  | 13 | 7  | 6    |
| 4.º  | J. Huaynapata Alta   | 3    | 6  | 1  | 0  | 5  | 5  | 23 | −18  |

|  | Clasifica a cuartos de final. |

#### Tabla de posiciones de los mejores segundos del Grupo A
| Pos. | Equipo                   | Pts. | PJ | PG | PE | PP | GF | GC | Dif. |
| ---- | ------------------------ | ---- | -- | -- | -- | -- | -- | -- | ---- |
| 1.º  | Racing Club de Checacupe | 12   | 6  | 4  | 0  | 2  | 7  | 6  | 1    |
| 2.º  | Defensor Yanatile        | 11   | 6  | 3  | 2  | 1  | 11 | 5  | 6    |
| 3.º  | Defensor Cachimayo       | 10   | 6  | 3  | 1  | 2  | 10 | 6  | 4    |

|  | Clasifica a cuartos de final. |

### Grupo B - Subgrupo 4
| FECHA      | HORA  | Equipo 1                 |   | Equipo 2                 |   | Estadio                       | Obs    |
| ---------- | ----- | ------------------------ | - | ------------------------ | - | ----------------------------- | ------ |
| 04/08/2022 | 15:00 | Atlético Juventud Inclán | 1 | Deportivo Garcilaso      | 0 | Tomas E. Payne                | [ 30 ] |
| 10/07/2022 | 15:00 | Virgen del Carmen        | 0 | Alianza Magisterial      | 1 | Municipal de Sillky - Oropesa |        |
| 17/07/2022 | 15:00 | Atlético Juventud Inclán | 7 | Alianza Magisterial      | 0 | Tomas E. Payne                |        |
| 17/07/2022 | 11:00 | Deportivo Garcilaso      | 9 | Virgen del Carmen        | 1 | Est. Colegio Garcilaso        |        |
| 20/07/2022 | 15:00 | Virgen del Carmen        | 0 | Atlético Juventud Inclán | 3 | Municipal de Sillky - Oropesa | [ 31 ] |
| 21/07/2022 | 15:00 | Alianza Magisterial      | 0 | Deportivo Garcilaso      | 8 | Municipal de Haycho           | [ 32 ] |
| 24/07/2022 | 11:30 | Deportivo Garcilaso      | 2 | Atlético Juventud Inclán | 0 | Estadio Garcilaso             | [ 33 ] |
| 24/07/2022 | 15:00 | Alianza Magisterial      | 1 | Virgen del Carmen        | 2 | Municipal de Paucartambo      |        |
| 28/07/2022 | 15:00 | Alianza Magisterial      | 2 | Atlético Juventud Inclán | 4 | Municipal de Paucartambo      | [ 34 ] |
| 28/07/2022 | 15:00 | Virgen del Carmen        | 0 | Deportivo Garcilaso      | 3 | Municipal de Sillky - Oropesa | [ 35 ] |
| 31/07/2022 | 15:00 | Atlético Juventud Inclán | 1 | Virgen del Carmen        | 0 | Tomas E. Payne                |        |
| 31/07/2022 | 15:00 | Deportivo Garcilaso      | 8 | Alianza Magisterial      | 0 | Est. Cajonahuaylla            | [ 36 ] |

#### Tabla de posiciones GRUPO B - Subgrupo 4
| Pos. | Equipo                   | Pts. | PJ | PG | PE | PP | GF | GC | Dif. |
| ---- | ------------------------ | ---- | -- | -- | -- | -- | -- | -- | ---- |
| 1.º  | Deportivo Garcilaso      | 15   | 6  | 5  | 0  | 1  | 30 | 2  | 28   |
| 2.º  | Atlético Juventud Inclán | 15   | 6  | 5  | 0  | 1  | 16 | 4  | 12   |
| 3.º  | Virgen del Carmen        | 3    | 6  | 1  | 0  | 5  | 3  | 18 | −15  |
| 4.º  | Alianza Magisterial      | 3    | 6  | 1  | 0  | 5  | 4  | 29 | −25  |

|  | Clasifica a cuartos de final. |

### Grupo B - Subgrupo 5
| FECHA      | HORA  | Equipo 1              |    | Equipo 2              |   | Estadio                     | Obs    |
| ---------- | ----- | --------------------- | -- | --------------------- | - | --------------------------- | ------ |
| 10/07/2022 | 13:00 | Leones de Molle Molle | 1  | ED Gómez Perú         | 3 | Municipal de Huanoquite     |        |
| 10/07/2022 | 13:00 | Manco II              | 2  | Real J. M. Arguedas   | 1 | Provincial de La Convención |        |
| 17/07/2022 | 14:00 | Real J. M. Arguedas   | 5  | Leones de Molle Molle | 1 | Alberto Diaz de Izcuchaca   |        |
| 17/07/2022 | 15:00 | ED Gómez Perú         | 0  | Manco II              | 1 | Hortencia Lorena            |        |
| 20/07/2022 | 15:00 | Manco II              | 7  | Leones de Molle Molle | 1 | Provincial de La Convención | [ 37 ] |
| 21/07/2022 | 15:00 | ED Gómez Perú         | 1  | Real J. M. Arguedas   | 1 | Hortencia Lorena            | [ 38 ] |
| 24/07/2022 | 15:00 | ED Gómez Perú         | 6  | Leones de Molle Molle | 0 | Hortencia Lorena            | [ 39 ] |
| 24/07/2022 | 14:00 | Real J. M. Arguedas   | 2  | Manco II              | 0 | Alberto Diaz de Izcuchaca   | [ 40 ] |
| 27/07/2022 | 15:00 | Leones de Molle Molle | 1  | Real J. M. Arguedas   | 7 | Municipal de Huanoquite     | [ 41 ] |
| 28/07/2022 | 13:00 | Manco II              | 2  | ED Gómez Perú         | 0 | Provincial de La Convención | [ 42 ] |
| 31/07/2022 | 13:00 | Leones de Molle Molle | 0  | Manco II              | 1 | Municipal de Huanoquite     |        |
| 31/07/2022 | 15:00 | Real J. M. Arguedas   | 10 | ED Gómez Perú         | 1 | Alberto Diaz de Izcuchaca   |        |

#### Tabla de posiciones GRUPO B - Subgrupo 5
| Pos. | Equipo                | Pts. | PJ | PG | PE | PP | GF | GC | Dif. |
| ---- | --------------------- | ---- | -- | -- | -- | -- | -- | -- | ---- |
| 1.º  | Manco II              | 15   | 6  | 5  | 0  | 1  | 13 | 4  | 9    |
| 2.º  | Real J. M. Arguedas   | 13   | 6  | 4  | 1  | 1  | 26 | 6  | 20   |
| 3.º  | ED Gómez Perú         | 7    | 6  | 2  | 1  | 3  | 11 | 15 | −4   |
| 4.º  | Leones de Molle Molle | 0    | 6  | 0  | 0  | 6  | 4  | 29 | −25  |

|  | Clasifica a cuartos de final. |

### Grupo B - Subgrupo 6
| FECHA      | HORA  | Equipo 1                   |   | Equipo 2                   |   | Estadio                   | Obs           |
| ---------- | ----- | -------------------------- | - | -------------------------- | - | ------------------------- | ------------- |
| 10/07/2022 | 13:00 | Real Escorpión Safery      | 2 | CD Municipal de Sto. Tomas | 1 | Manuel Vera de Suykutambo |               |
| 10/07/2022 | 15:00 | Atlético Sicuani           | 0 | Once Estrellas de Hanocca  | 1 | Tupac Amaru de Sicuani    |               |
| 17/07/2022 | 14:30 | CD Municipal de Sto. Tomas | 1 | Atlético Sicuani           | 2 | Municipal de Santo Tomas  |               |
| 17/07/2022 | 15:00 | Once Estrellas de Hanocca  | 1 | Real Escorpión Safery      | 1 | Municipal de Layo         |               |
| 20/07/2022 | 13:00 | Real Escorpión Safery      | 0 | Atlético Sicuani           | 3 | Municipal de Espinar      | [ 43 ] [ 44 ] |
| 20/07/2022 | 14:00 | CD Municipal de Sto. Tomas | 4 | Once Estrellas de Hanocca  | 1 | Municipal de Santo Tomas  | [ 45 ]        |
| 24/07/2022 | 14:00 | Once Estrellas de Hanocca  | 3 | Atlético Sicuani           | 2 | Municipal de Layo         | [ 46 ]        |
| 24/07/2022 | 14:00 | CD Municipal de Sto. Tomas | 1 | Real Escorpión Safery      | 2 | Municipal de Santo Tomas  | [ 47 ]        |
| 27/07/2022 | 13:00 | Atlético Sicuani           | 1 | CD Municipal de Sto. Tomas | 0 | Tupac Amaru de Sicuani    | [ 48 ]        |
| 28/07/2022 | 15:00 | Real Escorpión Safery      | 3 | Once Estrellas de Hanocca  | 0 | Municipal de Espinar      | [ 49 ] [ 50 ] |
| 31/07/2022 | 14:00 | Atlético Sicuani           | 3 | Real Escorpión Safery      | 0 | Tupac Amaru de Sicuani    | [ 51 ]        |
| 31/07/2022 | 14:00 | Once Estrellas de Hanocca  | 1 | CD Municipal de Sto. Tomas | 3 | Municipal de Layo         |               |

#### Tabla de posiciones Grupo B - Subgrupo 6
| Pos. | Equipo                     | Pts. | PJ | PG | PE | PP | GF | GC | Dif. |
| ---- | -------------------------- | ---- | -- | -- | -- | -- | -- | -- | ---- |
| 1.º  | Atlético Sicuani           | 12   | 6  | 4  | 0  | 2  | 11 | 5  | 6    |
| 2.º  | Real Escorpión Safery      | 10   | 6  | 3  | 1  | 2  | 8  | 9  | −1   |
| 3.º  | Once Estrellas de Hanocca  | 7    | 6  | 2  | 1  | 3  | 7  | 13 | −6   |
| 4.º  | CD Municipal de Sto. Tomas | 6    | 6  | 2  | 0  | 4  | 10 | 9  | 1    |

|  | Clasifica a cuartos de final. |

#### Tabla de posiciones de los mejores segundos del Grupo B
| Pos. | Equipo                   | Pts. | PJ | PG | PE | PP | GF | GC | Dif. |
| ---- | ------------------------ | ---- | -- | -- | -- | -- | -- | -- | ---- |
| 1.º  | Atlético Juventud Inclán | 15   | 6  | 5  | 0  | 1  | 16 | 4  | 12   |
| 2.º  | Real J. M. Arguedas      | 13   | 6  | 4  | 1  | 1  | 26 | 6  | 20   |
| 3.º  | Real Escorpión Safery    | 10   | 6  | 3  | 1  | 2  | 8  | 9  | −1   |

|  | Clasifica a cuartos de final. |

## Segunda etapa - Cuartos de final
Partidos de ida
| Fecha      | Hora  | Equipo 1                 |   | Equipo 2                 |   | Estadio                     |        |
| ---------- | ----- | ------------------------ | - | ------------------------ | - | --------------------------- | ------ |
| 07/08/2022 | 15:00 | Defensor Independiente   | 3 | Defensor Cubillas        | 3 | Tomas E. Payne              |        |
| 07/08/2022 | 15:00 | Racing Club de Checacupe | 0 | Pluma de Oro             | 3 | Tupac Amaru de Sicuani      | [ 52 ] |
| 07/08/2022 | 13:00 | Manco II                 | 1 | Deportivo Garcilaso      | 6 | Provincial de La Convención |        |
| 10/08/2022 | 15:00 | Atlético Sicuani         | 1 | Atlético Juventud Inclán | 3 | Tupac Amaru de Sicuani      |        |

Partidos de Vuelta
| Fecha      | Hora  | Equipo 1                 |   | Equipo 2                 |   | Estadio              |
| ---------- | ----- | ------------------------ | - | ------------------------ | - | -------------------- |
| 14/08/2022 | 14:00 | Defensor Cubillas        | 2 | Defensor Independiente   | 0 | Municipal de Espinar |
| 13/08/2022 | 10:00 | Pluma de Oro             | 4 | Racing Club de Checacupe | 1 | Est. Cajonahuaylla   |
| 14/08/2022 | 11:30 | Deportivo Garcilaso      | 2 | Manco II                 | 0 | Est. Cajonahuaylla   |
| 14/08/2022 | 11:00 | Atlético Juventud Inclán | 7 | Atlético Sicuani         | 2 | Tomas E. Payne       |

## Tercera etapa - Semifinal
Partidos de Ida
| Fecha      | Hora  | Equipo 1            |   | Equipo 2                 |   | Estadio              |
| ---------- | ----- | ------------------- | - | ------------------------ | - | -------------------- |
| 21/08/2022 | 15:00 | Defensor Cubillas   | 2 | Pluma de Oro             | 0 | Municipal de Espinar |
| 21/08/2022 | 11:00 | Deportivo Garcilaso | 2 | Atlético Juventud Inclán | 0 | Estadio Garcilaso    |

Partidos de Vuelta
| Fecha      | Hora  | Equipo 1                 |   | Equipo 2            |   | Estadio            |
| ---------- | ----- | ------------------------ | - | ------------------- | - | ------------------ |
| 27/08/2022 | 11:30 | Pluma de Oro             | 1 | Defensor Cubillas   | 1 | Est. Cajonahuaylla |
| 28/08/2022 | 14:30 | Atlético Juventud Inclán | 1 | Deportivo Garcilaso | 0 | Tomas E. Payne     |

## Cuarta etapa - Final
| Fecha      | Hora  | Equipo 1          |   | Equipo 2            |   | Estadio           |
| ---------- | ----- | ----------------- | - | ------------------- | - | ----------------- |
| 31/08/2022 | 14:00 | Defensor Cubillas | 0 | Deportivo Garcilaso | 4 | Estadio Garcilaso |